# Castellnou de Seana
Castellnou de Seana és un municipi de la comarca del Pla d'Urgell.

## Geografia
- Llista de topònims de Castellnou de Seana (Orografia: muntanyes, serres, collades, indrets..; hidrografia: rius, fonts...; edificis: cases, masies, esglésies, etc).

Se situa al nord del riu Corb.

## Demografia
| 1497 f | 1515 f | 1553 f | 1717 | 1787 | 1857 | 1877 | 1887 | 1900  | 1910  |
| ------ | ------ | ------ | ---- | ---- | ---- | ---- | ---- | ----- | ----- |
| 26     | 35     | 33     | 81   | 344  | 679  | 772  | 875  | 1.160 | 1.386 |

| 1920  | 1930  | 1940 | 1950  | 1960  | 1970 | 1981 | 1990 | 1992 | 1994 |
| ----- | ----- | ---- | ----- | ----- | ---- | ---- | ---- | ---- | ---- |
| 1.545 | 1.615 | 981  | 1.038 | 1.003 | 904  | 811  | 770  | 748  | 748  |

| 1996 | 1998 | 2000 | 2002 | 2004 | 2006 | 2008 | 2010 | 2012 | 2014 |
| ---- | ---- | ---- | ---- | ---- | ---- | ---- | ---- | ---- | ---- |
| 738  | 726  | 701  | 723  | 710  | 750  | 731  | 735  | 766  | 740  |

| 2016 | 2018 | 2020 | 2022 | 2024 | 2026 | 2028 | 2030 | 2032 | 2034 |
| ---- | ---- | ---- | ---- | ---- | ---- | ---- | ---- | ---- | ---- |
| 736  | 687  | 665  | 715  | 723  | -    | -    | -    | -    | -    |

El 1940 es desagrega Vila-sana.

## Política

### Eleccions municipals de 2003
A les eleccions municipals de 2003, els resultats foren els següents:
| Candidatura | Candidatura                                                  | Cap de llista | Vots | Regidors | % vots |
| ----------- | ------------------------------------------------------------ | ------------- | ---- | -------- | ------ |
|             | Esquerra Republicana de Catalunya — Acord Municipal (ERC-AM) |               | 256  | 4        | 51,93% |
|             | Convergència i Unió (CiU)                                    |               | 192  | 3        | 38,95% |
|             | Partit Popular (PP)                                          |               | 35   | 0        | 7,10%  |
|             | vots en blanc                                                | -             | 10   | -        | 2,02%  |
| Total       | Total                                                        | 493           | 493  | 7        | 100%   |

### Eleccions municipals de 2007
A les eleccions municipals de 2007, els resultats foren els següents:
| Candidatura | Candidatura                              | Cap de llista | Vots | Regidors | % vots |
| ----------- | ---------------------------------------- | ------------- | ---- | -------- | ------ |
|             | Convergència i Unió                      |               | 265  | 4        | 48,01% |
|             | Esquerra Republicana de Catalunya        |               | 262  | 3        | 47,46% |
|             | Iniciativa per Catalunya els Verds — EPM |               | 22   | 0        | 3,99%  |
|             | vots en blanc                            | -             | 3    | -        | 0,54%  |
| Total       | Total                                    | 552           | 552  | 7        | 100%   |

### Eleccions municipals de 2011
A les eleccions municipals celebrades l'any 2011, els resultats foren:
| Candidatura | Candidatura                       | Cap de llista | Vots | Regidors | % vots |
| ----------- | --------------------------------- | ------------- | ---- | -------- | ------ |
|             | Convergència i Unió               |               | 359  | 5        | 72,23% |
|             | Esquerra Republicana de Catalunya |               | 130  | 2        | 26,16% |
|             | vots en blanc                     | -             | 8    | -        | 1,59%  |
| Total       | Total                             | 497           | 497  | 7        | 100%   |

### Eleccions municipals de 2015
A les eleccions municipals de 2015, els resultats foren els següents:
| Candidatura | Candidatura                                                  | Cap de llista | Vots | Regidors | % vots |
| ----------- | ------------------------------------------------------------ | ------------- | ---- | -------- | ------ |
|             | Convergència i Unió (CiU)                                    |               | 306  | 6        | 74,63% |
|             | Esquerra Republicana de Catalunya — Acord Municipal (ERC-AM) |               | 100  | 1        | 24,39% |
|             | vots en blanc                                                | -             | 4    | -        | 0,95%  |
| Total       | Total                                                        | 410           | 410  | 7        | 100%   |

### Eleccions municipals de 2019
A les eleccions municipals de 2019, els resultats foren els següents:
| Candidatura | Candidatura                                                 | Cap de llista | Vots | Regidors | % vots |
| ----------- | ----------------------------------------------------------- | ------------- | ---- | -------- | ------ |
|             | Junts per Castellnou (JUNTS)                                |               | 271  | 5        | 64,43% |
|             | Esquerra Republicana de Catalunya — Acord Municipal(ERC-AM) |               | 114  | 2        | 28,79% |
|             | vots en blanc                                               | -             | 11   | -        | 2,74%  |
| Total       | Total                                                       | 396           | 396  | 7        | 100%   |